# Moscas del Páramo
Moscas del Páramo es una localidad  perteneciente al Ayuntamiento de Roperuelos del Páramo, en la provincia de León, Comunidad Autónoma de Castilla y León (España).
La ermita de esta localidad conserva la imagen de la "Virgen de las Angustias" y celebra sus fiestas en su honor el primer fin de semana después del domingo de Pascua. Las fiestas de verano (Fiesta Sacramental) se celebran el primer fin de semana de agosto.

## Situación
Se encuentra cerca de la Carretera Nacional N-VI.
Algunas localidades próximas son:
- Cebrones del Río al NO.
- Roperuelos del Páramo al SE.
- Valcabado del Páramo al S.
- San Juan de Torres al E.

## Evolución demográfica
| 2000 | 2001 | 2002 | 2003 | 2004 | 2005 | 2006 | 2007 | 2008 | 2009 | 2010 | 2011 |
| 180  | 182  | 178  | 169  | 166  | 168  | 159  | 152  | 145  | 140  | 140  | 134  |

- Datos: Q6024582